# Кардашенко, Юрий Борисович
Ю́рий Бори́сович Кардашенко (8 августа 1923, Дергачи, Саратовская губерния — 28 апреля 1989, Набережные Челны, Татарская АССР) — участник Великой Отечественной войны, Герой Советского Союза, гвардии старший сержант.

## Биография
Родился в русской семье. Отец в гражданскую войну сражался в рядах Чапаевской дивизии. В 1936 году был взят по линии НКВД и осуждён на 3 года.
В 1941 году Юрий окончил среднюю школу. Призван в Красную Армию в 1942 году.
С мая 1944 года сражался на 1-м Белорусском фронте пулемётчиком в рядах 54-го гвардейского кавалерийского полка 14-й гвардейской кавалерийской Мозырьской Краснознаменной дивизии. Принимал участие в освобождении Белоруссии и Польши, в боях на территории Германии.
1-2 февраля 1945 года полк, в котором служил Кардашенко, форсировал Одер, захватил и удерживал плацдарм на его левом берегу. В ходе боя в районе деревни Приттаг и станции Альткессель Юрий Кардашенко гранатами закидал пулемётную точку и уничтожил группу солдат противника. Позднее заменил убитого наводчика и огнём из пулемёта уничтожил 90 вражеских солдат и офицеров. За этот бой Кардашенко был представлен к званию Героя Советского Союза.
После демобилизации в 1946 году Ю. Б. Кардашенко поступил в Саратовский институт гражданского строительства, а после его ликвидации в 1947 годы был переведён в Саратовский автомобильно-дорожный институт. За годы учёбы проявил себя «дисциплинированным и хорошо успевающим студентом. Активно участвовал в общественной жизни института, был членом партбюро факультета, участвовал в научно-технических кружках». На отлично защитил дипломный проект по теме «Сборный железобетонный элеватор». По окончании института был рекомендован на руководящую работу.
В 1949 году в общежитии № 1 САДИ была утечка газа и произошёл взрыв, студенты пытались спастись, прыгая из окон. По свидетельству очевидцев, Кардашенко не растерялся и помог организованно эвакуировать людей.
Работал на строительстве Волго-Донского судоходного канала и Волжской гидроэлектростанции имени В. И. Ленина.
В 1956—1960-х годах трудился главным инженером и директором завода плиточных оболочек треста «Куйбышевгидрострой». С 1960 года стал директором Ставропольского завода железобетонных конструкций. С 1962 года — начальник отделения Управления строительства и эксплуатации промышленных предприятий в городе Ставрополь (ныне Тольятти).
В 1973—1978 годах работал главным инженером треста ПО «Камгэсэнергострой».
Жил в городе Набережные Челны. Скончался 28 апреля 1989 года. Похоронен на старом кладбище города.
9 августа 2005 года в Набережных Челнах, на фасаде дома, в котором жил Герой, в память о нём установлена мемориальная доска. 30 августа 2018 в Набережных Челнах на Аллее Славы в парке Победы установлен его бюст.

## Награды и звания
- Медаль «Золотая Звезда» Героя Советского Союза (№ 5674) — указ Президиума Верховного Совета СССР от 27 февраля 1945 года за отвагу и доблесть, проявленные при форсировании реки Одер;
- орден Ленина (1945);
- орден Октябрьской революции;
- орден Отечественной войны 1-й степени (1985);
- орден Отечественной войны 2-й степени (1945);
- орден Красной Звезды (1944);
- орден «Знак Почёта».
- орден Славы 3-й степени (1945);
- Медали, в том числе:

медаль «За трудовое отличие»;
медаль «За взятие Берлина»;
медаль «За освобождение Варшавы».
- Почётный гражданин города Набережные Челны (1987).